# ダイナカール
ダイナカール（欧字名:Dyna Carle、1980年5月10日 - 1999年4月15日）は、日本の競走馬、繁殖牝馬。
1982年の最優秀3歳牝馬、1983年の最優秀4歳牝馬。第44回優駿牝馬（オークス）の優勝馬である。
繁殖牝馬としても1997年のJRA年度代表馬エアグルーヴを送り出すなど、極めて優秀な成績を収めた。現在、牝系は「ダイナカール系」と呼ばれるほどに発展し、直系子孫からはアドマイヤグルーヴ、ドゥラメンテ、ルーラーシップ、オレハマッテルゼ、ジュンライトボルト、ミッキーファイトなどの活躍馬が多数出ている。

## 戦績
1982年にデビュー。岡部幸雄が騎乗し、新馬戦、白菊賞、3歳牝馬ステークスと3連勝し、最優秀3歳牝馬に選出された。1983年初戦のクイーンカップで5着に敗れ、初の敗北を喫する。騎手が東信二に変更となった4歳牝馬特別（西）はダスゲニー2着に敗れ、クラシック初戦の第43回桜花賞では一番人気に支持されたが、同じ社台ファーム生産馬のシャダイソフィアの3着に敗れた。
優駿牝馬では騎手が岡部幸雄に戻る。桜花賞馬シャダイソフィアが東京優駿（日本ダービー）に出走して不在となっていたこのレースでは単枠指定を受けダスゲニーに次ぐ2番人気に支持された。5頭が横一線となり、そのままゴール。長い写真判定の末、2着をハナ差抑えてダイナカールが勝利。1着から5着までの走破タイムは同じの接戦で、長い写真判定を経て、着差はハナ・アタマ・ハナ・アタマであった。これが馬主としての社台レースホースの八大競走初勝利となった。
秋はエリザベス女王杯は回避し、オープン特別のターコイズステークスを勝利し、有馬記念に出走。岡部がビンゴカンタに騎乗するため安田富男が初騎乗となったが、勝ったリードホーユーから0.3秒差の4着と好走。この年の最優秀4歳牝馬に選出された。

古馬となってからは7戦に出走したが、5歳時のアルゼンチン共和国杯3着、6歳時のアメリカジョッキークラブカップ2着、中山記念3着が目立つ程度で未勝利に終わり、引退した。

## 競走成績
以下の内容は、netkeiba.com、JBISサーチの情報に基づく。
| 競走日     | 競馬場 | 競走名               | 格  | 距離（馬場）  | 頭 数 | 枠 番 | 馬 番 | オッズ （人気） | 着順 | タイム | 騎手     | 斤量 [kg] | 1着馬（2着馬）       |
| ---------- | ------ | -------------------- | --- | ------------- | ----- | ----- | ----- | --------------- | ---- | ------ | -------- | --------- | -------------------- |
| 1982.10.17 | 東京   | 3歳新馬              |     | ダ1200m（良） | 6     | 2     | 2     | 01.9（1人）     | 01着 | 1:14.8 | 岡部幸雄 | 53        | （スーパーデュール） |
| 0000.11.06 | 東京   | 白菊賞               | 4下 | 芝1600m（良） | 10    | 5     | 5     | 09.6（4人）     | 01着 | 1:37.4 | 岡部幸雄 | 53        | （ノーザンタカイ）   |
| 0000.12.18 | 中山   | 3歳牝馬S             | OP  | 芝1600m（良） | 10    | 6     | 6     | 06.7（3人）     | 01着 | 1:35.4 | 岡部幸雄 | 53        | （サクラオーゴン）   |
| 1983.01.30 | 東京   | クイーンC            |     | 芝1600m（良） | 14    | 6     | 10    | 02.4（1人）     | 05着 | 1:37.7 | 岡部幸雄 | 53        | ダスゲニー           |
| 0000.03.20 | 阪神   | 報知杯4歳牝馬特別    |     | 芝1400m（良） | 16    | 7     | 14    | 08.1（4人）     | 02着 | 1:24.1 | 東信二   | 54        | ダスゲニー           |
| 0000.04.10 | 阪神   | 桜花賞               |     | 芝1600m（不） | 22    | 4     | 9     | 05.3（1人）     | 03着 | 1:40.6 | 東信二   | 55        | シャダイソフィア     |
| 0000.05.22 | 東京   | 優駿牝馬             |     | 芝2400m（良） | 28    | 2     | 5     | 04.9（2人）     | 01着 | 2:30.9 | 岡部幸雄 | 55        | （タイアオバ）       |
| 0000.10.02 | 中山   | セントライト記念     |     | 芝2200m（良） | 12    | 3     | 3     | 06.2（2人）     | 02着 | 2:14.7 | 岡部幸雄 | 54        | メジロハイネ         |
| 0000.10.30 | 京都   | ローズS              |     | 芝2000m（良） | 14    | 3     | 5     | 02.7（1人）     | 03着 | 2:03.7 | 岡部幸雄 | 55        | ロンググレイス       |
| 0000.12.10 | 中山   | ターコイズS          |     | 芝1800m（良） | 16    | 3     | 5     | 02.7（1人）     | 01着 | 1:48.3 | 岡部幸雄 | 56        | （サクラパトラ）     |
| 0000.12.25 | 中山   | 有馬記念             |     | 芝2500m（良） | 16    | 3     | 5     | 20.2（9人）     | 04着 | 2:34.3 | 安田富男 | 53        | リードホーユー       |
| 1984.02.19 | 東京   | 目黒記念             | GⅡ  | 芝2500m（稍） | 10    | 7     | 7     | 03.1（1人）     | 04着 | 2:37.5 | 安田富男 | 56        | ダイセキテイ         |
| 0000.10.07 | 東京   | 毎日王冠             | GⅡ  | 芝1800m（良） | 9     | 6     | 6     | 16.7（6人）     | 07着 | 1:48.4 | 岡部幸雄 | 55        | カツラギエース       |
| 0000.11.18 | 東京   | アルゼンチン共和国杯 | GII | 芝2500m（稍） | 13    | 4     | 4     | 10.8（5人）     | 03着 | 2:35.9 | 岡部幸雄 | 56        | メジロシートン       |
| 0000.12.23 | 中山   | 有馬記念             | GⅠ  | 芝2500m（良） | 11    | 8     | 11    | 50.0（9人）     | 07着 | 2:33.8 | 安田富男 | 55        | シンボリルドルフ     |
| 1985.01.20 | 中山   | AJCC                 | GII | 芝2200m（良） | 10    | 8     | 9     | 06.4（2人）     | 02着 | 2:14.7 | 岡部幸雄 | 55        | サクラガイセン       |
| 0000.02.17 | 東京   | 目黒記念             | GⅡ  | 芝2500m（良） | 13    | 7     | 11    | 07.1（2人）     | 07着 | 2:35.0 | 岡部幸雄 | 55        | ミスタールマン       |
| 0000.03.10 | 中山   | 中山記念             | GII | 芝1800m（稍） | 11    | 6     | 7     | 09.9（3人）     | 03着 | 1:48.0 | 岡部幸雄 | 55        | トウショウペガサス   |

太文字は八大競走。1984年グレード制導入。

## 引退後
4番仔のエアグルーヴが母子2代となる優駿牝馬を制し、更には天皇賞（秋）も制してトウメイ以来の牝馬による年度代表馬を受賞した。しかし、1999年にトニービンとの種付け中の事故で動脈破裂を起こして死亡した。最後の産駒となったモノポライザーはオープン特別の若駒ステークスとポートアイランドステークスを制している。
9頭の産駒のうち牝馬7頭は全て繁殖入りしている。その娘たちが産んだ孫世代からは、祖母・母共に勝てなかったエリザベス女王杯を連覇したアドマイヤグルーヴや、高松宮記念を制したオレハマッテルゼ、香港のクイーンエリザベス2世カップに優勝したルーラーシップなどの活躍馬が次々と現れている。さらに曾孫以降の世代からも、アドマイヤグルーヴ産駒で2015年の皐月賞・東京優駿（日本ダービー）のクラシック二冠を制したドゥラメンテ、2022年にチャンピオンズカップを勝利したジュンライトボルトなど、重賞競走優勝馬が輩出されている。

## 繁殖成績
初年度は、ミスターシービーを受胎したものの双子流産してしまった。
栗山求によると、「ヤンチャで勝負根性旺盛」な気性で、産駒の傾向は「芝向きの中距離タイプ」と分析。小さいサイズながら成長力と勝負根性に秀でた繁殖牝馬と評価している。
|       | 生年   | 馬名               | 性 | 毛色   | 父                     | 戦績                                                                        |
| ----- | ------ | ------------------ | -- | ------ | ---------------------- | --------------------------------------------------------------------------- |
| 初仔  | 1988年 | カーリープリンス   | 牡 | 鹿毛   | パドスール             | 1勝（引退）                                                                 |
| 2番仔 | 1990年 | カーリーエンジェル | 牝 | 栗毛   | ジャッジアンジェルーチ | 0勝（引退・繁殖牝馬）                                                       |
| 3番仔 | 1992年 | セシルカット       | 牝 | 栗毛   | サンデーサイレンス     | 5勝（引退・繁殖牝馬）                                                       |
| 4番仔 | 1993年 | エアグルーヴ       | 牝 | 鹿毛   | トニービン             | 9勝（引退・繁殖牝馬） - 優駿牝馬（GI・1996年） - 天皇賞（秋）（GI・1997年） |
| 5番仔 | 1994年 | カーリーパッション | 牝 | 栗毛   | トニービン             | 1勝（引退・繁殖牝馬） - 産駒にフラムドパシオン                              |
| 6番仔 | 1995年 | エルフィンフェザー | 牝 | 鹿毛   | サンデーサイレンス     | 3勝（引退・繁殖牝馬）                                                       |
| 7番仔 | 1996年 | マリーシャンタル   | 牝 | 鹿毛   | サンデーサイレンス     | 4勝（引退・繁殖牝馬）                                                       |
| 8番仔 | 1997年 | リングレット       | 牝 | 黒鹿毛 | トニービン             | 2勝（引退・繁殖牝馬）                                                       |
| 9番仔 | 1999年 | モノポライザー     | 牡 | 鹿毛   | サンデーサイレンス     | 5勝、地方9勝（引退）                                                        |

## 主なファミリーライン
- 1：括弧内の競走名のうち、太字は国内限定を含むGI級競走。

- ダイナカール 1980 牝
  - カーリーエンジェル 1990 牝
    - エガオヲミセテ 1995 牝（4勝、阪神牝馬特別、マイラーズカップ優勝）
    - アドマイヤハッピー 1998 牝
      - ウォータクティクス 2005 牡（6勝、アンタレスステークス優勝）

    - オレハマッテルゼ 2000 牡（9勝、高松宮記念、京王杯スプリングカップ優勝、種牡馬）
    - フラアンジェリコ 2008 牡 （6勝、京成杯オータムハンデキャップ優勝）

  - セシルカット 1992 牝
    - セシルブルース 2003 牝
      - アイムユアーズ 2009 牝（3勝、フィリーズレビュー、クイーンステークス連覇など重賞4勝）

  - エアグルーヴ 1993 牝（9勝、天皇賞（秋）、優駿牝馬など重賞7勝）
    - アドマイヤグルーヴ 2000 牝（8勝、エリザベス女王杯連覇など重賞5勝）
      - アドマイヤセプター 2008 牝 (5勝)
        - デシエルト 2019 牡 (現役6勝、中日新聞杯優勝)

      - ドゥラメンテ 2012 牡（5勝、東京優駿、皐月賞、中山記念優勝、種牡馬）

    - イントゥザグルーヴ 2001 牝 (4勝)
      - レネットグルーヴ 2010 牝 (3勝)
        - ローシャムパーク 2019 牡（現役6勝、オールカマー、函館記念優勝）

    - サムライハート 2002 牡（3勝、種牡馬）
    - ソニックグルーヴ 2003 牝
      - スペシャルグルーヴ 2007 牝
        - グルーヴィット 2016 牡（4勝、中京記念優勝）
        - ジュンライトボルト 2017 牡（7勝、チャンピオンズカップ、シリウスステークス優勝、種牡馬）
        - ミッキーファイト 2021 牡（現役6勝、帝王賞など重賞4勝）

    - ポルトフィーノ 2005 牝（3勝、エルフィンステークス優勝）
    - フォゲッタブル 2006 牡（4勝、ステイヤーズステークス、ダイヤモンドステークス優勝）
    - ルーラーシップ 2007 牡（8勝、クイーンエリザベス2世カップなど重賞5勝、種牡馬）
    - グルヴェイグ 2008 牝（5勝、マーメイドステークス優勝）
      - アンドヴァラナウト 2018 牝（3勝、ローズステークス優勝）

    - ラストグルーヴ 2010 牝（1勝）
      - レッドモンレーヴ 2019 牡 (現役5勝、京王杯スプリングカップ優勝）

  - カーリーパッション 1994 牝
    - フラムドパシオン 2003 牡（5勝、UAEダービー3着）

  - エルフィンフェザー 1995 牝
    - エルフィンパーク 2005 牝
      - ブレスジャーニー 2014 牡 （3勝、サウジアラビアロイヤルカップ、東京スポーツ杯2歳ステークス優勝）

出典：

## 血統表
| ダイナカールの血統                            | ダイナカールの血統                                                           | ダイナカールの血統                                                           | （血統表の出典）                                                             | （血統表の出典） |
| 父系                                          | ノーザンテースト系（ノーザンダンサー系）                                     | ノーザンテースト系（ノーザンダンサー系）                                     | ノーザンテースト系（ノーザンダンサー系）                                     | [ § 2 ]          |
| 父 *ノーザンテースト Northern Taste 1971 栗毛 | 父の父Northern Dancer 1961 鹿毛                                              | Nearctic                                                                     | Nearco                                                                       | Nearco           |
| 父 *ノーザンテースト Northern Taste 1971 栗毛 | 父の父Northern Dancer 1961 鹿毛                                              | Nearctic                                                                     | Lady Angela                                                                  |                  |
| 父 *ノーザンテースト Northern Taste 1971 栗毛 | 父の父Northern Dancer 1961 鹿毛                                              | Natalma                                                                      | Native Dancer                                                                | Native Dancer    |
| 父 *ノーザンテースト Northern Taste 1971 栗毛 | 父の父Northern Dancer 1961 鹿毛                                              | Natalma                                                                      | Almahmoud                                                                    |                  |
| 父 *ノーザンテースト Northern Taste 1971 栗毛 | 父の母Lady Victoria 1962 黒鹿毛                                              | Victoria Park                                                                | Chop Chop                                                                    | Chop Chop        |
| 父 *ノーザンテースト Northern Taste 1971 栗毛 | 父の母Lady Victoria 1962 黒鹿毛                                              | Victoria Park                                                                | Victoriana                                                                   |                  |
| 父 *ノーザンテースト Northern Taste 1971 栗毛 | 父の母Lady Victoria 1962 黒鹿毛                                              | Lady Angela                                                                  | Hyperion                                                                     | Hyperion         |
| 父 *ノーザンテースト Northern Taste 1971 栗毛 | 父の母Lady Victoria 1962 黒鹿毛                                              | Lady Angela                                                                  | Sister Sarah                                                                 |                  |
| 母 シャダイフェザー 1973 鹿毛                 | 母の父*ガーサント Guersant 1949 鹿毛                                         | Bubbles                                                                      | La Farina                                                                    | La Farina        |
| 母 シャダイフェザー 1973 鹿毛                 | 母の父*ガーサント Guersant 1949 鹿毛                                         | Bubbles                                                                      | Spring Cleaning                                                              |                  |
| 母 シャダイフェザー 1973 鹿毛                 | 母の父*ガーサント Guersant 1949 鹿毛                                         | Montagnana                                                                   | Brantome                                                                     | Brantome         |
| 母 シャダイフェザー 1973 鹿毛                 | 母の父*ガーサント Guersant 1949 鹿毛                                         | Montagnana                                                                   | Mauretania                                                                   |                  |
| 母 シャダイフェザー 1973 鹿毛                 | 母の母*パロクサイド Peroxide 1959 栗毛                                       | Never Say Die                                                                | Nasrullah                                                                    | Nasrullah        |
| 母 シャダイフェザー 1973 鹿毛                 | 母の母*パロクサイド Peroxide 1959 栗毛                                       | Never Say Die                                                                | Singing Grass                                                                |                  |
| 母 シャダイフェザー 1973 鹿毛                 | 母の母*パロクサイド Peroxide 1959 栗毛                                       | Feather Ball                                                                 | Big Game                                                                     | Big Game         |
| 母 シャダイフェザー 1973 鹿毛                 | 母の母*パロクサイド Peroxide 1959 栗毛                                       | Feather Ball                                                                 | Sweet Cygnet                                                                 |                  |
| 母系(F-No.)                                   | パロクサイド系(FN:No.8-f)                                                    | パロクサイド系(FN:No.8-f)                                                    | パロクサイド系(FN:No.8-f)                                                    | [ § 3 ]          |
| 5代内の近親交配                               | Hyperion S4×S5×M5 = 12.50%、Nearco S4×M5 = 9.38%、Lady Angela S3×S4 = 18.75% | Hyperion S4×S5×M5 = 12.50%、Nearco S4×M5 = 9.38%、Lady Angela S3×S4 = 18.75% | Hyperion S4×S5×M5 = 12.50%、Nearco S4×M5 = 9.38%、Lady Angela S3×S4 = 18.75% | [ § 4 ]          |
| 出典                                          | 1. 2. 3. 4.                                                                  | 1. 2. 3. 4.                                                                  | 1. 2. 3. 4.                                                                  | 1. 2. 3. 4.      |

- 産駒・子孫については上記繁殖成績やファミリーラインを参照。
- その他の近親には、リアルバースデー（東京優駿2着、菊花賞3着他）、トウカイポイント（マイルCS、中山記念）、トランスワープ（函館記念、新潟記念）がいる。